# Funke Akindele
Akindele Olufunke Ayotunde, nom de scène Funke Akindele, née le 24 août 1976 à Ikorodu au Nigeria, est une actrice du cinéma Nollywood. Elle devient connue en participant à la série I Need to Know (en), de 1998 à 2002, une série financée par le fonds des Nations unies pour la population. En 2009, elle gagne l'Africa Movie Academy Award de la meilleure actrice. Elle a également son émission de télévision, Jenifa, du nom du film dans lequel elle joue, en 2008.

## Filmographie
La filmographie de Funke Akindele, comprend 43 films dont :
| Année | Film                   | Rôle        | Note |
| ----- | ---------------------- | ----------- | ---- |
| 2000  | Final Whistle          |             |      |
| 2000  | Final Whistle 2        |             |      |
| 2004  | Atlanta                |             |      |
| 2004  | Atlanta 2              |             |      |
| 2005  | Agbara ife             |             |      |
| 2005  | 13th Day: Ojo ketala   |             |      |
| 2005  | 13th Day: Ojo ketala 2 |             |      |
| 2006  | Osuwon eda             |             |      |
| 2006  | Odun baku              | Moji        |      |
| 2006  | Kosefowora             |             |      |
| 2006  | Agbefo                 |             |      |
| 2006  | Agbefo 2               |             |      |
| 2007  | Okun ife yi            | Bimpe       |      |
| 2007  | Oba irawo              |             |      |
| 2007  | Maku                   |             |      |
| 2007  | Egun                   |             |      |
| 2007  | Edunjobi               |             |      |
| 2007  | Edunjobi 2             |             |      |
| 2007  | Baye se nlo            |             |      |
| 2007  | Akandu                 |             |      |
| 2008  | Taiwo Taiwo            |             |      |
| 2008  | Taiwo Taiwo 2          |             |      |
| 2008  | Omo pupa               |             |      |
| 2008  | Kakai leku             |             |      |
| 2008  | Jenifa                 | Jenifa      |      |
| 2008  | Atanpako meta          |             |      |
| 2008  | Apoti orogun           |             |      |
| 2008  | Aje meta               | Omolayo     |      |
| 2008  | Aje meta 2             | Omolayo     |      |
| 2009  | Iro funfun             |             |      |
| 2009  | Ija ola                |             |      |
| 2009  | Ija ola 2              |             |      |
| 2009  | Farayola               | Oyinkansola |      |
| 2009  | Anointed Liars         |             |      |
| 2009  | Anointed Liars 2       |             |      |
| 2011  | Ladies Gang            | Samantha    |      |
| 2011  | Ladies Gang 2          | Samantha    |      |
| 2011  | Maami                  | Maami       |      |
| 2011  | New Horizons           |             |      |
| 2013  | Blood is Money         |             |      |
| 2017  | Isoken                 |             |      |
| 2020  | Chief Daddy 1          |             |      |